# 橋頭 (彰化縣)
橋頭，是臺灣彰化縣福興鄉的一個傳統地域名稱，也是全鄉行政中心所在，位於該鄉北部。相較於今日行政區，其範圍大致包括橋頭村、番婆村。

## 歷史
台灣清治末期至日治初期，橋頭地區為一街庄，稱為「橋頭庄」，隸屬於馬芝堡。該庄北與頂厝庄、打鐵厝庄為鄰，東與大崙庄為鄰，東南邊為外埔庄，南邊為番社庄，西邊為鹿港街。
1901年（日治明治三十四年）11月，該庄隸屬於彰化廳。1909年（明治四十二年）10月，改隸屬於臺中廳。1920年（大正九年），該庄改制為「橋頭」大字，隸屬於臺中州彰化郡福興庄。
戰後福興庄改制為福興鄉，隸屬於彰化縣，大字亦改制為村。

## 交通
縣道142號（彰鹿路七段～六段）是鹿港至彰化莿桐腳的道路，大致以橫向經過橋頭地區中部，往西可前往鹿港，往東可前往彰化莿桐腳接省道台19線，亦可由彰化交流道進入國道1號。
縣道135號（復興路）是和美至溪湖的道路，大致以縱向經過本地區西北部邊界地帶，往東北可前往頂番婆、和美，往西轉南再轉東南可前往埔鹽、溪湖。